# Kirgizisztán címere

Kirgizisztán címere

Kirgizisztán címere egy kék színű korong, rajta egy szétterjesztett szárnyú sas, felette egy hófedte hegy, egy tó és a felkelő nap látható. Mindezt búza- és gyapotkoszorú övezi. A pajzs körül a köztársaság neve olvasható kirgizül. A címert 1994-ben fogadták el.